# Ленинаканский округ (1952—1953)

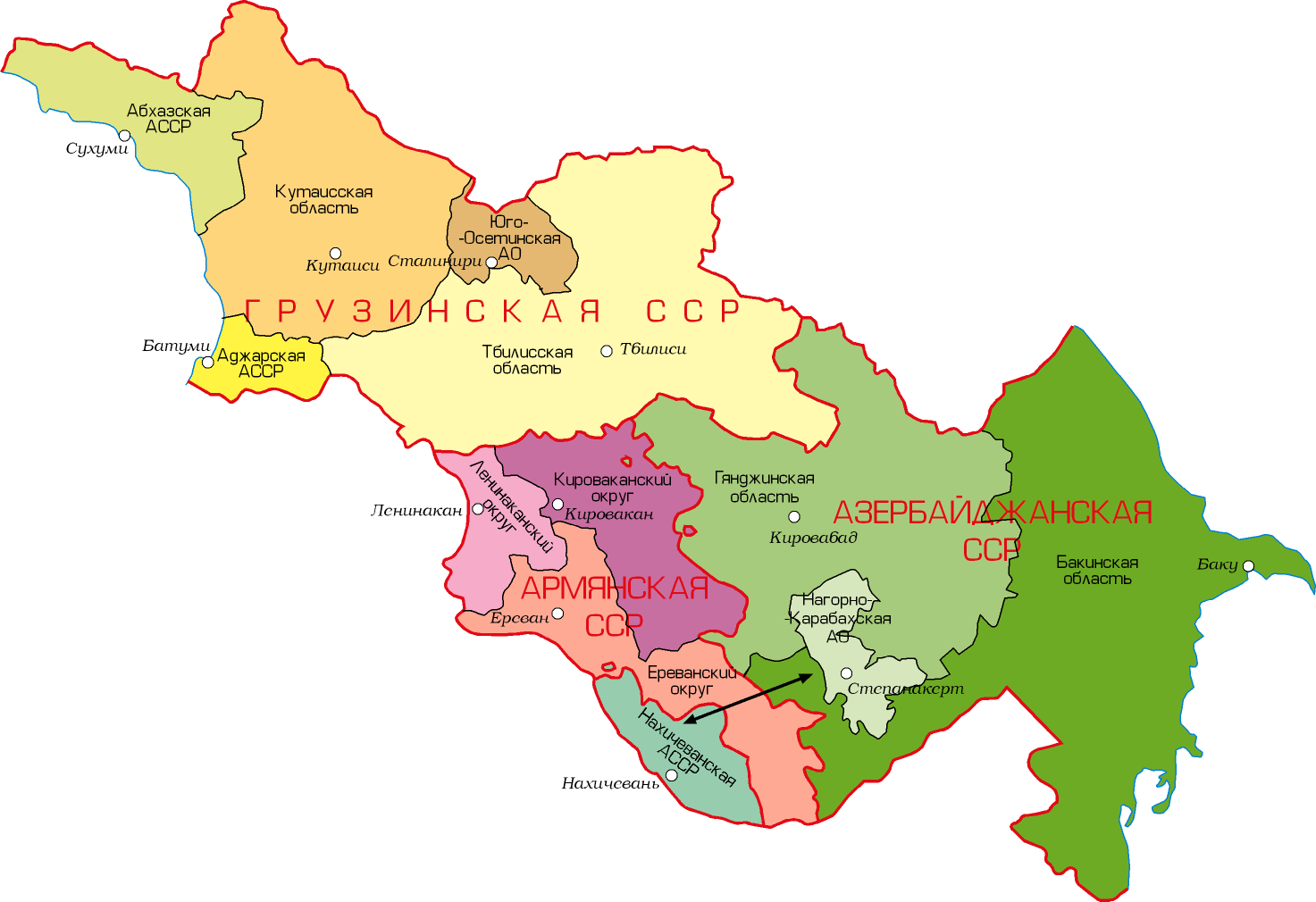
Карта административного устройства Закавказья в 1952—1953 гг.

Ленинака́нский округ — административно-территориальная единица Армянской ССР, существовавшая в 1952—1953 годах. Административный центр — город Ленинакан.
Округ был образован 17 января 1952 года, когда вся территория Армянской ССР была разделена на 3 округа. Граничил с Ереванским и Кироваканским округами Армянской ССР, а также с Грузинской ССР и Турцией.
Делился на 7 районов:
- Агинский — с. Маралик
- Апаранский — с. Апаран
- Артикский — г. Артик
- Ахурянский — с. Ахурян
- Гукасянский — с. Гукасян
- Спитакский — с. Спитак
- Талинский — с. Талин

18 апреля 1953 года все округа Армянской ССР были упразднены.

## Руководители
1-й секретарь Ленинаканского окружного комитета КП(б)-КП Армении — Алекян, Гегам Багратович.